# 萨沙·贝内肯
萨沙·贝内肯（德語：Sascha Benecken，1990年2月14日—），德国男子雪橇运动员。他曾代表德国参加2014年和2018年冬季奥林匹克运动会雪橇比赛，获得一枚铜牌。
在中国北京举行的2022年冬季奥林匹克运动会雪橇比赛上获得双人项目银牌。